# Faf Larage
Faf Larage, de son vrai nom Raphaël Mussard, né le 6 mars 1971 à Marseille, dans les Bouches-du-Rhône, est un rappeur et acteur français. Faf Larage est le frère cadet du rappeur français Shurik'n, du groupe IAM. Il fait ses débuts en tant que rappeur et beatmaker dans le groupe Soul Swing en 1987, avec son pote Def Bond, DJ Rebel, DJ Majesti'x et K-Rhyme le Roi, un groupe très proche de IAM à cette époque. En 1997, il signe au label d'Imhotep, Kif-Kif Records. En 2003, en compagnie d'Eben (2Neg) et sous le nom de Gomez et Dubois, il publie l'album Flic$ & Hor$ La Loi parodiant l'univers policier.
En 2000, il publie, avec Shurik'n, un album intitulé La Garde. En 2006, il a également chanté le générique de la série Prison Break avec la chanson Pas le temps, et la chanson C'est pas ma faute pour le générique de fin. En 2010, il compose pour la publicité et Internet. En 2011, il enregistre un album en duo avec Akhenaton, intitulé We Luv New York, qui retrace la passion des deux hommes pour la ville « berceau du hip-hop ».

## Biographie

### Jeunesse et débuts
Raphaël Mussard est originaire du sud de Marseille, dans les Bouches-du-Rhône. Il est d'origine malgache et réunionnaise. Passionné par les émissions radio de funk (notamment sur Radio Star), puis découvrant par son frère Shurik'n et des amis The Sugarhill Gang et Grandmaster Flash, il entend à la radio pour la première fois des gens rapper en français, à la mode américaine : Lively Crew, groupe composé notamment de Akhenaton et Kheops. Il s'intéresse également à la breakdance, encore par l'intermédiaire de son frère et de l'émission de télévision H.I.P. H.O.P. (il gagne notamment un walkman dans un concours de danse organisé dans un Géant Casino), même s'il reconnaîtra plus tard avoir toujours été « très mauvais » en danse.
Il rencontre Def Bond au collège, puis, encouragé par son frère qui vient d’intégrer les B-Boy Stance (futurs IAM), il commence à écrire ses propres textes fin 1986 et à faire ses premières scènes en 1987,. Avec Def Bond, il forme le groupe Soul Swing and Radical qui s’appellera par la suite Soul Swing.

### Avec le Soul Swing
Le Soul Swing et IAM donnent de nombreux concerts communs entre 1987 et 1997. Faf Larage n'intègre pas le groupe IAM en raison de la différence d'âge avec ses membres mais il fait « presque partie du groupe. On est tout le temps ensemble : quand ils font leur maquette, leurs sons, les premier studios... J'évolue en les regardant et avec leur expérience ». Il avouera plus tard que Akhenaton et Shurik'n auront été ses « mentors lyricaux ».
Il apprend le beatmaking et le sampling au côté d'Imhotep (« mon mentor pour faire de la musique »). Après quelques compilations et maxi-vinyles et une apparition dans l'émission RapLine, le Soul Swing participe à l'album d'IAM De la Planète Mars sorti en 1991. Faf Larage est le seul dans le groupe sachant produire de la musique. Le groupe prépare les maquettes d'une vingtaine de titres et propose à plusieurs majors (ainsi qu'à IAM via leur label Côté Obsur) d'en produire un album mais aucune accepte. Secoué par ce refus, le groupe produit son premier - et unique - album en indépendant, sorti 1996 : Le Retour de l'Àme Soul. Faf Larage apprend le mixage au cours de cet enregistrement. Peu de temps après, Faf Larage choisit de quitter le groupe et d'entamer une carrière solo.

### Carrière solo

#### 1997–2009
En 1997, il signe au label d'Imhotep, Kif-Kif Productions, quelques maxi-vinyles remarqués (Strombringa, La Garde...). Il participe au projet Sad Hill de Kheops avec le morceau Le Fainéant (utilisant un texte des maquettes conçues avec Soul Swing en 1994) et contribue au morceau 5 ans de répit de N.A.P.. Imhotep lui confie la direction artistique de l'album Chroniques de Mars , un projet multi-artistes marseillais dont Faf Larage imagine le titre et est également un des compositeurs et interprètes (« je le considère un peu comme l'un de mes albums »).
En 1999, il publie son premier album solo, C'est ma cause, enregistré entre New York et Marseille. Il en extrait plusieurs singles et un EP d'inédits qui précédera la tournée en France et à travers le monde. En plus d'un titre avec IAM, J'accuse, il invite ses ex-camarades du Soul Swing sur cet album, à savoir Def Bond sur le morceau Assault lyrical (avec également Rockin' Squat d'Assassin et Monsieur R) et K-Rhyme le Roi sur le titre A l'arrache (avec également la Fonky Family).
Frère de Shurik'n d'IAM, il publie avec ce dernier l'album La Garde en 2000 à la suite du maxi parue quelques années plus tôt. Peu après, Akhenaton lui propose de participer à la bande originale du film Taxi 2 au sein du groupe One Shot, créé spécialement pour l'occasion (avec entre autres Disiz la Peste, Jalane, Nuttea et Taïro).
En 2003, en compagnie d'Eben (2Neg) et sous le nom de Gomez et Dubois, il publie l'album Flic$ & Hor$ La Loi parodiant l'univers policier. L'album est nommé aux Victoires de la musique en 2004 pour le meilleur album rap. Le duo et Faf en solo participent à la bande originale du film Gomez et Tavarès et La Beuze. Toujours en 2003, Faf Larage et Akhenaton (membre du groupe IAM) signent la bande originale du film L'Américain de Patrick Timsit.
Faf Larage donne sa chanson Le Souteneur extrait de son premier album dans le jeu vidéo Hitman: Contracts sortie 2004. Faf Larage écrit pour Michaël Youn le succès Le Frunkp (numéro 1 et disque de platine) le générique du film La Beuze. Gomez et Dubois entament une tournée et participent à de nombreux « prime », leur titres et clips sont classés dans les top diffusions radio et TV.
En 2006, il revient sur le devant de la scène avec Pas le temps, le générique français de la série Prison Break, qui atteindra la première place du Top 50 9 semaines de suite avec un disque de platine à la clef. Le single compte 400 000 exemplaires vendus en 2007. Sur ce générique, Faf Larage explique, en septembre 2006, « Il y a 5-6 mois, je ne connaissais pas la série. Mes éditeurs EMI Publishing, qui gèrent le catalogue de la Fox US, m'ont dit que la Fox cherchait un générique pour Prison Break et m'ont demandé de faire un essai. [...] On retrouve aussi une esthétique, une image... on sent que c'est de la grosse production derrière ».
Par la suite il sort, en 2007, son deuxième album solo Rap Stories avec des singles comme Ta meuf (2e au top 50 et disque d'or), C'est de l'or avec Tairo. En 2008, il compose et interprète un nouveau générique de fin de la série Prison Break (saison 2 – 3 et 4) avec le titre C'est pas ma faute il entre dans le Top 10 une nouvelle fois. Faf Larage participe pendant des années à toutes les émissions TV et Radio les plus vues et écoutées du moment. Il a joué dans des salles prestigieuses comme Olympia, Bercy, Zenith, Stade Vélodrome… Il entame une tournée avec son Live Band (7 musiciens) et sera nommé dans 2 catégories aux NRJ Music Awards. En 2009, avec le compositeur Elio, il signe la B.O. du film Neuilly sa mère ! (2,5 millions d'entrées).

#### Depuis 2010
En 2010, il compose pour la publicité et Internet. En 2011, il enregistre un album en duo avec Akhenaton, intitulé We Luv New York, qui retrace la passion des deux hommes pour la ville « berceau du hip-hop ». L'album a pour particularité de n'être disponible en vente que sur Internet sur le site, Me Label. Ils en sortiront plusieurs singles (On rêvait NY, Euh, Je danse pas, M.A.R.S). Ils partent également sur une tournée éponyme (entre Paris, Hong Kong et New York) jusqu'en 2012. Concernant sa rencontre avec Akhénaton, Faf explique « Nous nous sommes rencontrés lors d’un concert à la Maison Hantée à Marseille, en 1987, avant IAM. C’était l’endroit où se retrouvaient tous les amateurs de hip hop. Nous avons vite découvert que nous avions les mêmes goûts musicaux. »
En 2013, Faf Larage se concentre dès lors sur la musique et compose avec Sébastien Damiani, un pianiste virtuose venu de l'univers de musique classique et pop. Ensemble ils signent plusieurs musiques sur l'album Arts martiens du groupe IAM 2013 (disque d'or).  Fin janvier 2014, il fonde avec le compositeur Sébastien Damiani The Music Factory pour des compositions musicales. Ce duo, en plus d'avoir participé aux deux albums d'IAM sortis en 2013, a composé les instrumentaux du patineur artistique Florent Ammodio pour les J.O. de Sotchi. Et également la sortie en 2014 d'un nouvel album solo de Faf Larage arrangé par Damiani. Ils signent avec Akhenaton le générique du film Turf. Faf Larage interprète également le générique de La Vraie Vie des profs composé par Elio et sorti en 2013, ainsi que le générique français du film américain Les Croods. 
En 2015, Faf Larage s'associe avec Sébastien Damiani pour un projet célébrant l'alliance du hip-hop et de la musique classique dans un mini-album prévu pour le 1er juin 2015.
En 2017, il est contacté par le créateur de figurines « Tsume Art » pour réaliser un morceau sur le thème de Dragon Ball Z afin de promouvoir la sortie de leur nouvelle figurine « Son Goku et Nappa ». Le morceau s'intitule It's Over 9000 et est agrémenté d'une vidéo présentant le prototype de la figurine sous toutes ses coutures. 
En juin 2019, il collabore avec Shem, un rappeur du groupe toulonais l'Art 2 Fer sur le titre Le Game. La même année Boursorama Banque utilise son morceau T'es Moyen en tant que musique de fond dans de nombreux spots publicitaires pour cette banque.

## Discographie

### Apparitions
- 1991 : IAM feat. Faf Larage et Def Bond - Je viens de Marseille
- 1991 : IAM feat. Faf Larage - Fuit L A I
- 1991 : Faf Larage et Def Bond (Soul Swing & Radical) - Assonnances
- 1991 : Faf Larage et Def Bond - Identité (RapLine)
- 1991 : Faf Larage et Def Bond - Was a brother (RapLine)
- 1993 : IAM feat. Faf Larage et Def Bond - Achevez-les
- 1994 : Faf Larage et Def Bond feat. IAM - Le Hip-Hop pour le Hip-Hop
- 1996 : Prodige Namor feat. Def Bond, Faf Larage, Boss One, Rockin' Squat, MP, Uptown... - Bienvenue dans le traquenard
- 1997 : Bambi Cruz feat. IAM & Faf Larage - Le marécage
- 1997 : Faf Larage - Le Fainéant (le titre Le Fainéant à la mer dans l'album C'est ma cause est en fait la suite de ce morceau, le même Fainéant est cette fois à la mer, comme le nom l'indique)
- 1997 : Faf Larage et Def Bond - Hip-Hop marseillais
- 1997 : Faf Larage feat. Def Bond & K-Rhyme le Roi (Soul Swing) - Radical (sur la compilation Invasion du label Night & Day)
- 1997 : Faf Larage feat. Shurik'n - La Garde meurt mais ne se rend pas
- 1998 : Faf Larage feat. New African Poets (NAP) - 5 ans de répit
- 1998 : Faf Larage - Ils deviennent ce qu'ils voient
- 1998 : Fonky Family feat. Akhenaton, 3e Œil, K-Rhyme le Roi, Freeman & Faf Larage - Le Retour du Shit Squad (sur la compilation Chroniques de Mars)
- 1998 : Faf Larage - La cavale
- 1998 : Faf Larage - Hip-Hop Protagonist
- 1998 : Shurik'n feat. Faf Larage - Le destin n'a pas de roi
- 1998 : Shurik'n feat. Faf Larage - Esprit anesthésié (sur l'album Où je vis de Shurik'n)
- 1998 : Shurik'n feat. Faf Larage - Mon clan (sur l'album Où je vis de Shurik'n)
- 1999 : Faf Larage - Méchante soirée
- 1999 : Freeman feat. Def Bond, Faf Larage, Akhenaton, Shurik'n, Sako et Sista Micky - C'est notre hip-hop
- 1999 : 3e Œil feat. Faf Larage, Le Rat Luciano, Venin et Sat l'Artificier - Têtes brûlées
- 2000 : Faf Larage feat. Taïro - Mea Culpa
- 2000 : Faf Larage feat. Prodigal Sunn & Dreddy Krueger - Saga 2000
- 2000 : Def Bond feat. Faf Larage & K-Rhyme le Roi - Mars 2001
- 2000 : Faf Larage feat. One Shot (sur la BO de Taxi 2 - Millénaire)
- 2001 : Les Architekts feat. Faf Larage - Le Plan
- 2002 : Faf Larage - T'es ombré (sur la compile Liberté d'expression Vol.3)
- 2003 : Faf Larage feat. IAM - Le Couteau entre les dents
- 2003 : Faf Larage feat. IAM, K'Rhyme Le Roi & Def Bond - History
- 2003 : Faf Larage feat. Nach, La voz de los grandes - Poesia difusa
- 2004 : Faf Larage feat. Akhenaton - L'Américain (sur la BO du film L'Américain)
- 2004 : Faf Larage feat. Habib Bamogo - Mars dans la peau (sur la compilation OM All Stars)
- 2004 : IPM feat. Faf Larage - Les sales potes (sur l'album 1 pied dans le biz d'IPM)
- 2004 : Rival feat. Faf Larage - Underground City (sur la compilatiob Bastard Academy)
- 2004 : Faf Larage - Mr Claude (dans le jeu Hitman: Contracts, dans la dernière mission, dans la chambre d'un camé)
- 2006 : Faf Larage feat. Akhenaton & Veust Lyricist - Commode le dégueulasse
- 2006 : Faf Larage - Pas le temps (sur la BO de la série Prison Break)
- 2007 : Faf Larage - I'm not into hope Feat Arno
- 2007 : Faf Larage - Mefi sur la mixtape d'IAM, Official Mixtape
- 2007 : Faf Larage Feat Taîro - C'est de L'or
- 2007 : Faf Larage - M. le Juge (sur la compilation Chroniques de Mars Vol.2)
- 2007 : Faf Larage - C'est pas ma faute (sur la BO de la série Fin Prison Break)
- 2007 : Faf Larage feat. Piero Battery - Lève-toi
- 2009 : Faf Larage feat. Magic System et Najim - Neuilly sa Mère (sur la BO du film Neuilly sa Mère)
- 2009 : Faf Larage feat. Def Bond - Shining Star (sur l'album de Def Bond - LOVE)
- 2010 : Akhenaton feat. Faf Larage - Chacun de son côté
- 2010 : Sat l'Artificier feat. Faf Larage - Retour aux sources
- 2013 : IAM feat. Faf Larage - Habitude (sur l'album Arts Martiens)
- 2017 : Faf Larage - It's Over 9000 ( Tsume Art )
- 2021 : Faf Larage feat. Shem - Qué séra séra
- 2022 : Kyo Itachi feat. Faf Larage - Plus un geste (sur l'album de Kyo Itachi - Solide)
- 2023 : M.A.DONN feat. Faf Larage - Rapsodie
- 2024 : Jibé Adantino feat. Faf Larage - La Bête immonde[27]